# Dancing in the Dark
Dancing in the Dark è un brano musicale di Bruce Springsteen, tratto dall'album Born in the U.S.A. e pubblicato nel singolo Dancing in the Dark/Pink Cadillac nel maggio del 1984.

## La canzone
Ultimo brano registrato per il disco, è stato il singolo con più ampio successo commerciale pubblicato dal cantautore statunitense, raggiungendo la posizione n. 2 nella classifica di Billboard.

## Video musicale
Il videoclip d'accompagnamento al brano, diretto da Brian De Palma, venne girato al Saint Paul Civic Center di Saint Paul, in Minnesota, durante un concerto i 28 e 29 giugno 1984. La prima serata venne totalmente dedicata alle riprese, mentre la seconda apriva il Born in the U.S.A. Tour. Il video ripropone il concerto live, con Springsteen che si dedica unicamente al canto ed invita una giovane ragazza del pubblico a salire sul palco e a ballare con lui, mentre la E Street Band suonava. La ragazza protagonista è l'allora ventenne e sconosciuta Courteney Cox.  De Palma aveva indicato a Springsteen quale ragazza chiamare sul palco, ma, benché il cantante pensasse si trattasse di una fan selezionata nel pubblico, scoprì in seguito che si trattava di un'attrice venuta da New York per l'occasione e che aveva già recitato in Così gira il mondo.
Nel settembre 1985, il videoclip vinse l'MTV Video Music Award per "Best Stage Performance" e venne nominato per l'MTV Video Music Award, "Best Overall Performance".

## Tracce
Lato A
1. Dancing in the Dark – 3:59

Lato B
1. Pink Cadillac – 3:33

La traccia del lato B, Pink Cadillac, è stata in seguito registrata e pubblicata come singolo dalla cantante Natalie Cole nel 1988, raggiungendo la quinta posizione nelle classifiche.